# Bracco portoghese
Il bracco portoghese detto anche pointer portoghese o  perdigueiro português è una razza sviluppata come cane da caccia; è una delle diverse razze di cani utilizzata soprattutto per la caccia alla pernice.
La razza è anche nota con i nomi di: chien d'arrêt portugais, Portugiesischer Hühnerhund, Portuguese Pointing Dog, Perdiguero Portugués.

## Descrizione
Il pointer portoghese è un grande cane da ferma, molto affettuoso e intelligente capace nella caccia di una ricerca metodica, è un cacciatore versatile adattandosi facilmente a tutti i tipi di terreno e di clima.

### Origini
Le origini più antiche del bracco portoghese (perdigueiro portugues) si fanno risalire a cani provenienti dall'Oriente; questa razza è presente nella Penisola iberica già in epoche molto lontane.
Il pointer portoghese è il diretto discendente dei vecchi cani della penisola iberica; era sicuramente già presente in Portogallo fin dal XIV secolo.
Secondo un'ipotesi non confermata questo bracco potrebbe essersi formato attraverso l'accoppiamento del mastino di Navarra con il bracco di Burgos.
Questa razza è certamente uno dei progenitori del pointer, infatti fra il Settecento e l'Ottocento, la razza era ben conosciuta in Francia e in Gran Bretagna. Mentre era abbastanza diffusa su tutto il territorio portoghese.
Inizialmente il cane è stato allevato nel canile reale; più tardi divenne un cane da caccia molto popolare per le classi meno ricche della società.
Nel XVIII secolo, molte famiglie inglesi si stabilirono nella regione di Porto nel settore della produzione di vino e vennero così a conoscere questa razza portoghese; successivamente importarono dei cani che hanno svolto un ruolo nella genesi del pointer inglese.
Dal XVII secolo la razza soffre uno graduale declino; declino più fortemente accentuatosi nel corso del XIX secolo, periodo particolarmente difficile per la società portoghese.

### XX secolo
Il progressivo declino della razza si arrestò, quando nel corso del XX secolo, alcuni agricoltori hanno iniziato un'opera di ricostruzione della razza, ricostruzione che è ancora in corso, individuando alcuni cani di ceppo originale preservatisi negli inaccessibili territori del nord del Portogallo. Da lì iniziò un percorso che portò al primo standard morfologico del 1931. Standard che fu la base per il lavoro che ha portato ai più che lusinghieri risultati odierni.
Il libro genealogico portoghese fu istituito nel 1932 e lo standard ufficiale di razza nel 1938.
Per almeno mille anni, questo cane ha conservato la stessa testa quadrata, uno stop marcato, le orecchie triangolari e un aspetto compatto.

## Morfologia
Il pointer portoghese è un cane di taglia media e il tipo braccoide, ben proporzionato con una solida struttura, molto attivo e con ampi movimenti, ed è per definizione un animale robusto.
Il pelo è esclusivamente corto e liscio, di colore giallo-camoscio, macchie bianche possono esserci sulla testa, nel collo, nel torace e nei piedi (calzature).
La testa ha linee cranio-facciali convergenti, in relazione alle dimensioni del corpo ha un aspetto massiccio dando l'impressione di un quadrato se visto di lato.
Le orecchie sono triangolari, piatte, attaccate alte, ciondolano e sono di media lunghezza con apice arrotondato.
Ha un'espressione viva e intelligente, ha gli occhi preferibilmente grandi e scuri, le mucose devono essere ben pigmentate. Le narici devono essere ampie e nere.

## Temperamento
Il pointer portoghese è un grande cane da ferma, molto affettuoso e intelligente; durante la caccia ricerca metodicamente, va al galoppo, al trotto moderato o lieve, adattandosi facilmente a tutti i tipi di terreno e di clima.
Dotato di grande forza, spirito di sacrificio si mantiene sottomesso al cacciatore con una contatto visivo costante. Tenace nella cerca ed instancabile camminatore.
Dotato di una grande acutezza olfattiva è anche dotato di ferma sicura e duratura, durante la ferma mette la coda e la testa in orizzontale indifferente a cià che accade attorno.
È una razza indiscutibilmente docile ed affettuosa spesso apprezzata come cane da compagnia. Razza pulita e di facile mantenimento, non è incline ad abbaiare, molto discreto in casa, non crea quasi mai problemi.

## Standard
L'Associazione dei portoghesi pointer (APP) è stata fondata nel 1984 ed è affiliata alla portoghese Kennel Club, federato alla federazione internazionale (FCI).
È stata la prima associazione di razza portoghese ad essere creata in Portogallo, con l'obiettivo primario della conservazione, valorizzazione e diffusione della razza pointer portoghese; un esempio prezioso dell'unicità del patrimonio genetico del paese con più di 600 anni di presenza nel territorio.
Lo standard FCI è del 4 novembre 2008 (ultima revisione: FCI-Standard Nº 187 è del 30 marzo 2009), sono previste sia il CACIB, che le prove da lavoro.

## Patologie
La speranza di vita è normalmente di 14 anni; il pointer portoghese è generalmente un cane che gode di ottima salute.
Le patologie presenti nella razza sono:
- Displasia dell'anca
- Epilessia
- Cardiopatie
- Tumori
- Malattie autoimmuni
- Ipotiroidismo
- Diabete
- Allergie
- Disturbi gastrici

## Galleria d'immagini

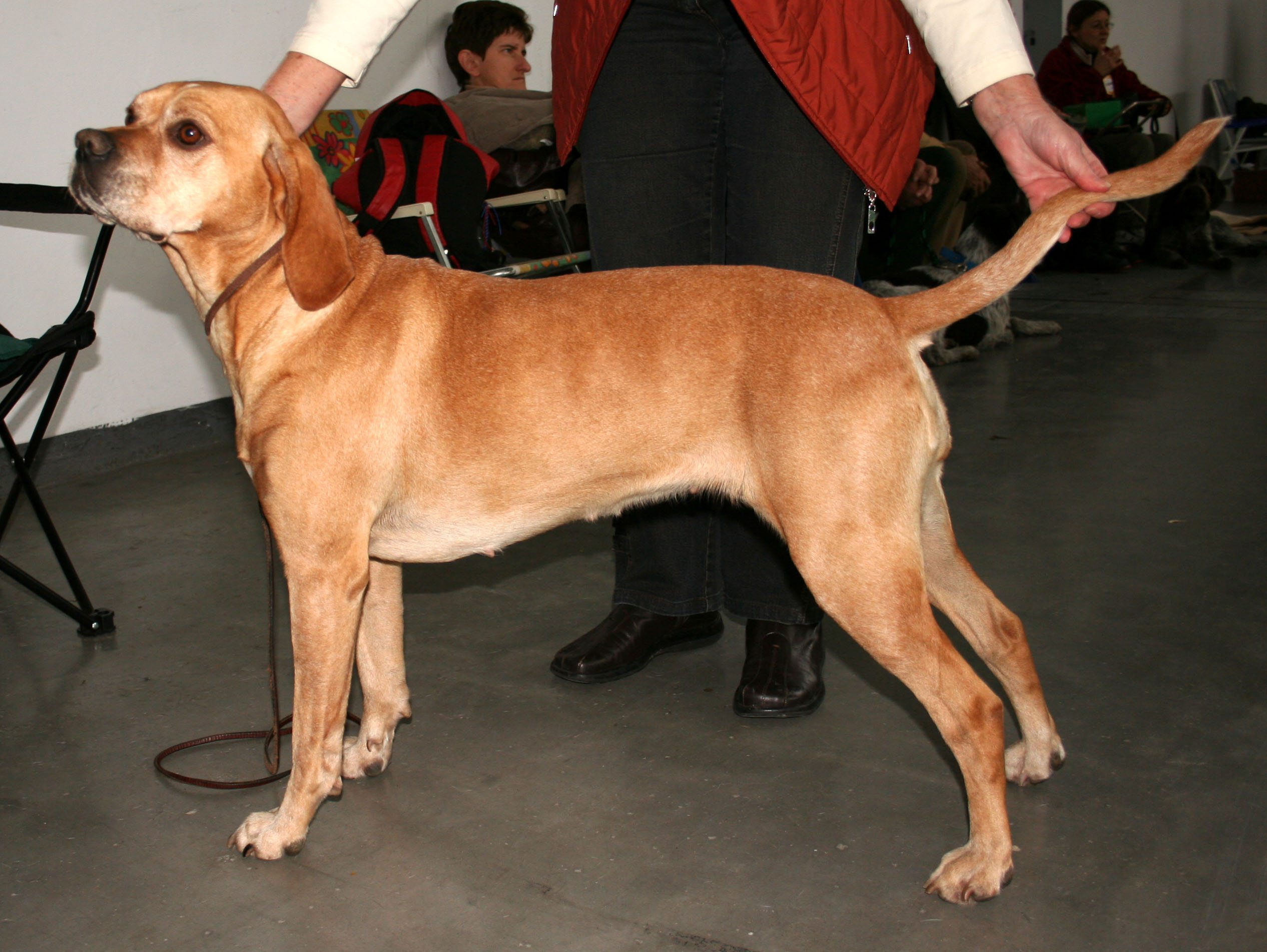
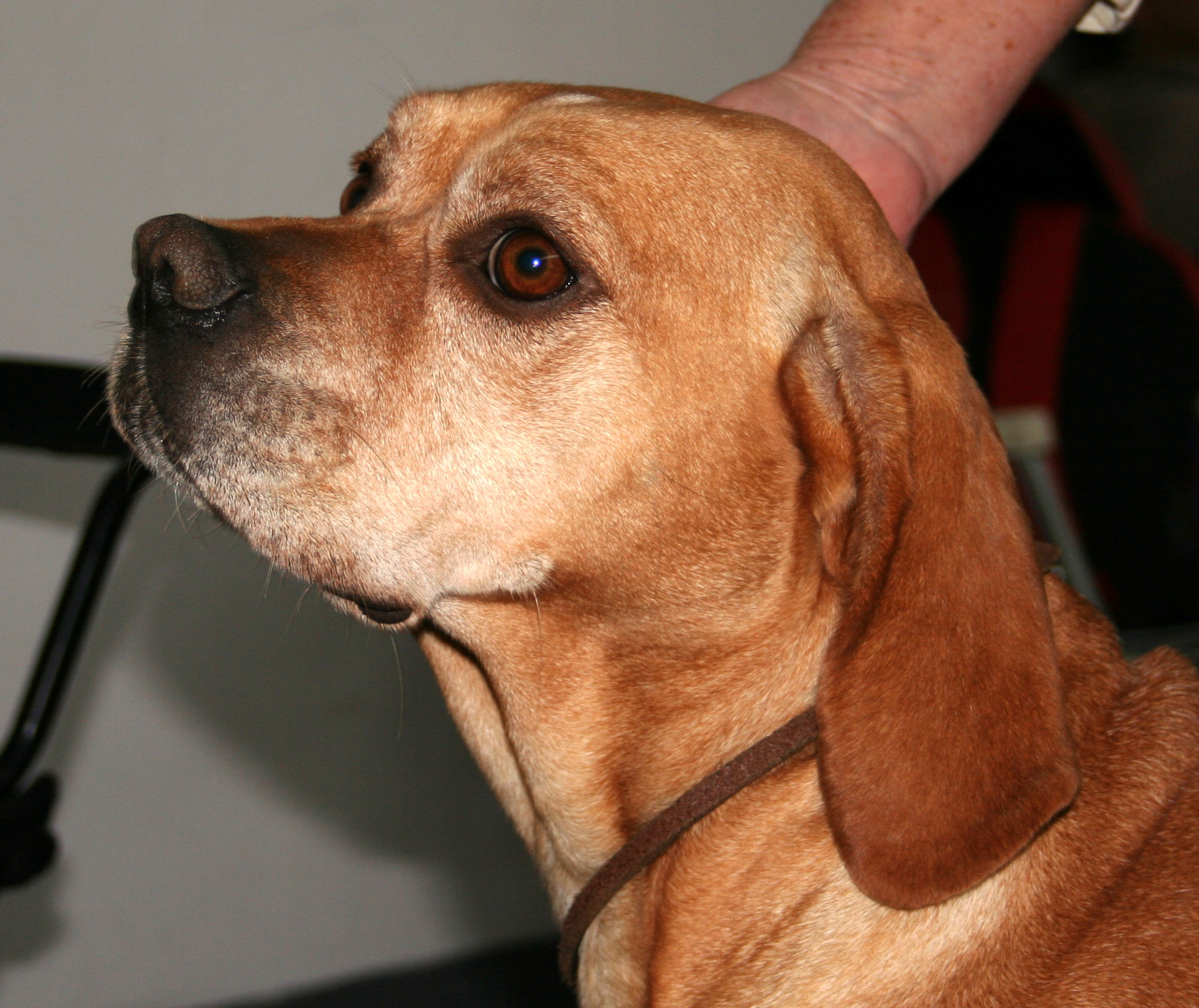